# Isocrínides
Els isocrínides (Isocrinida) són un ordre de cronoïdeus articulats. Els seus fòssils es coneixen des del Permià inferior (Kungarià). La vintena espècies que han arribat a l'actualitat, principalment dels gèneres Metacrinus i Endoxocrinus, són abissals o polars.

## Característiques
Els membres d'aquest ordre es caracteritzen per tenir una llarga tija calcària heteromòrfica que consisteix en una sèrie de nodes amb cirrus, intercalats per diversos nodes sense cirrus. Els nodes tenen forma d'estrella. A la base hi ha una espiral de cirrus sobre la qual es fixa l'animal. El calze és una tassa poc profunda que consta de cinc basals i cinc radials. Els braços són llargs i quasi sempre de similar longitud, d'on prové el nom del grup

## Taxonomia
L'ordre Isocrinida té un subordre fòssil, al qual pertanyen les estrelletes de mig camí, i un d'actual que inclou 23 espècies:
- Subordre Pentacrinitina Gray, 1842 †
  - Família Pentacrinitidae Gray, 1842 †
- Subordre Isocrinina Sieverts-Doreck, 1952
  - Família Cainocrinidae Simms, 1988
  - Família Isocrinidae Gislén, 1924
  - Família Isselicrinidae Klikushkin, 1977
  - Família Proisocrinidae Rasmussen, 1978

## Galeria

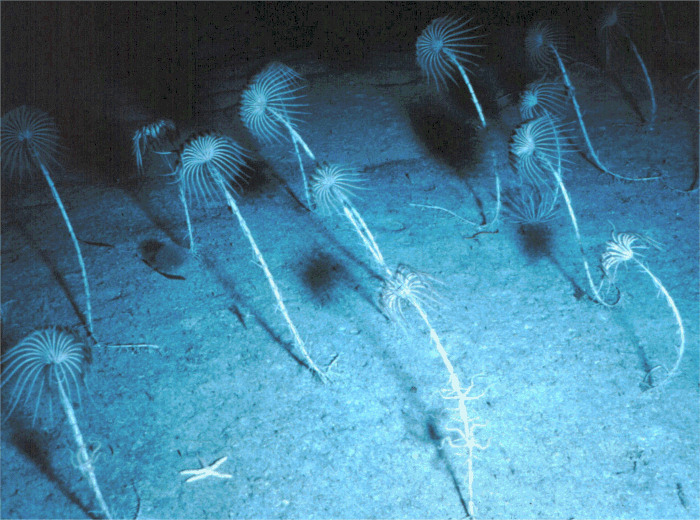
Bosc de Neocrinus decorus (Isocrinidae) à 400 m de fondària a les Bahames.
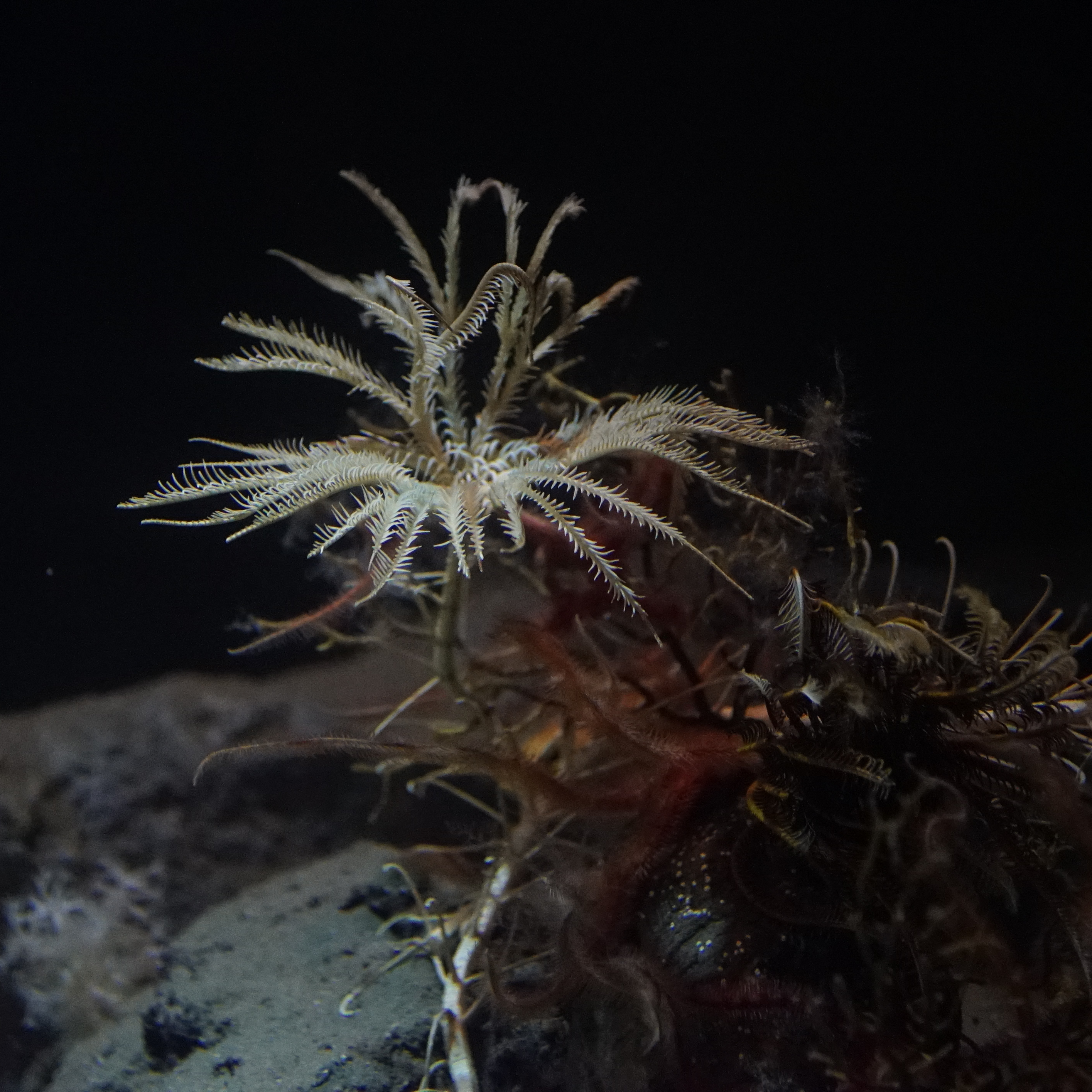
Metacrinus rotundus (Isselicrinidae)
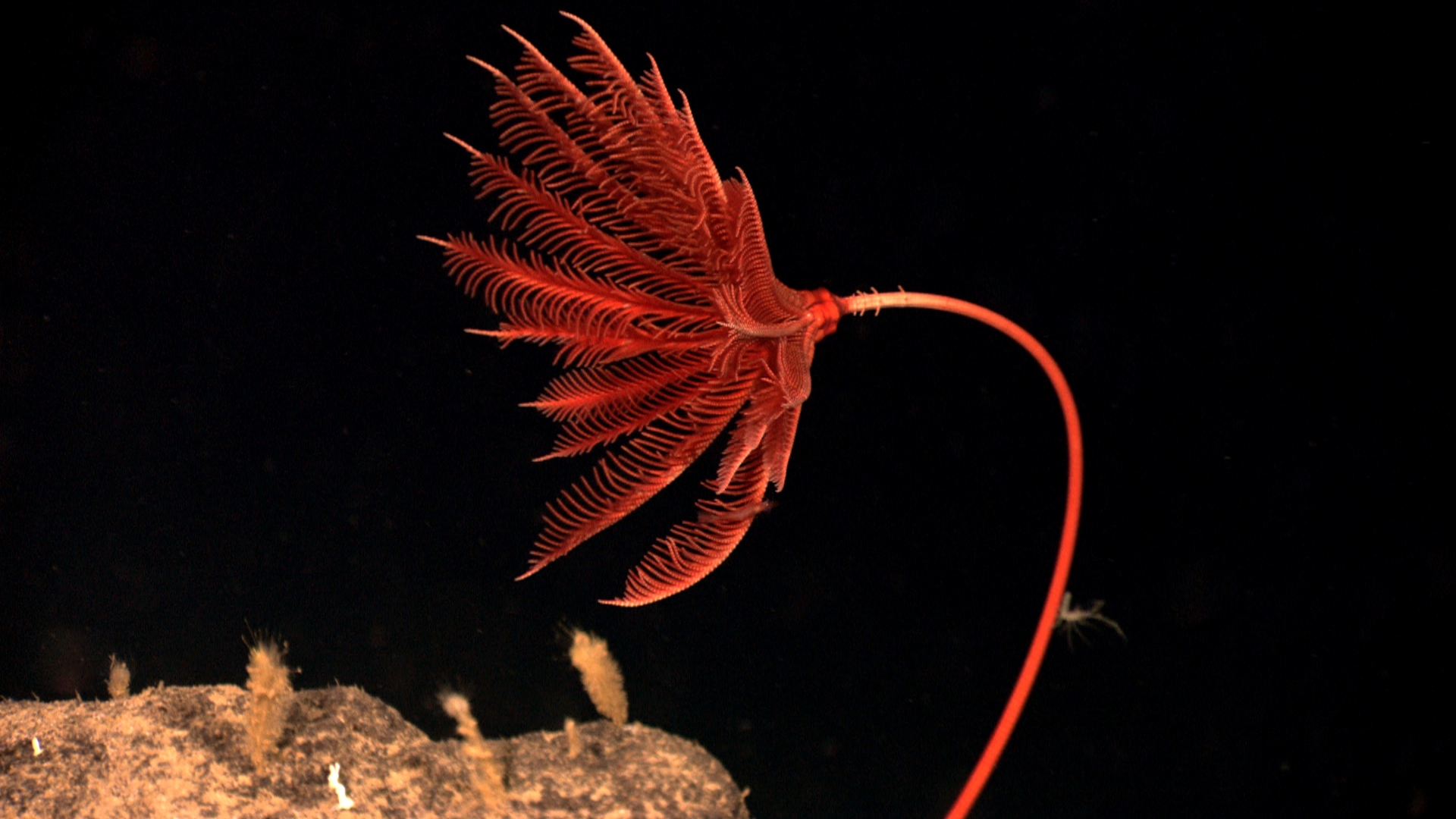
Proisocrinus ruberrimus (Proisocrinidae)
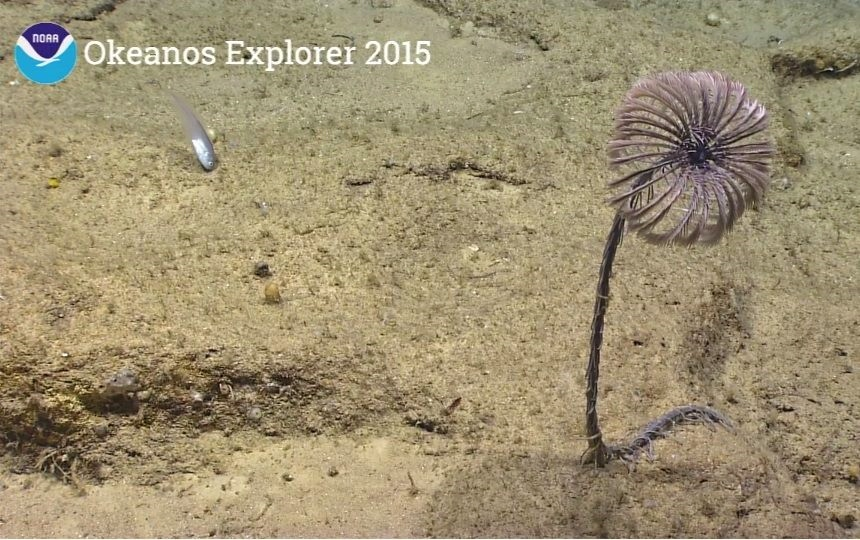
Endoxocrinus sp. abissal prop de Porto Rico, a milers de metres de fondària.
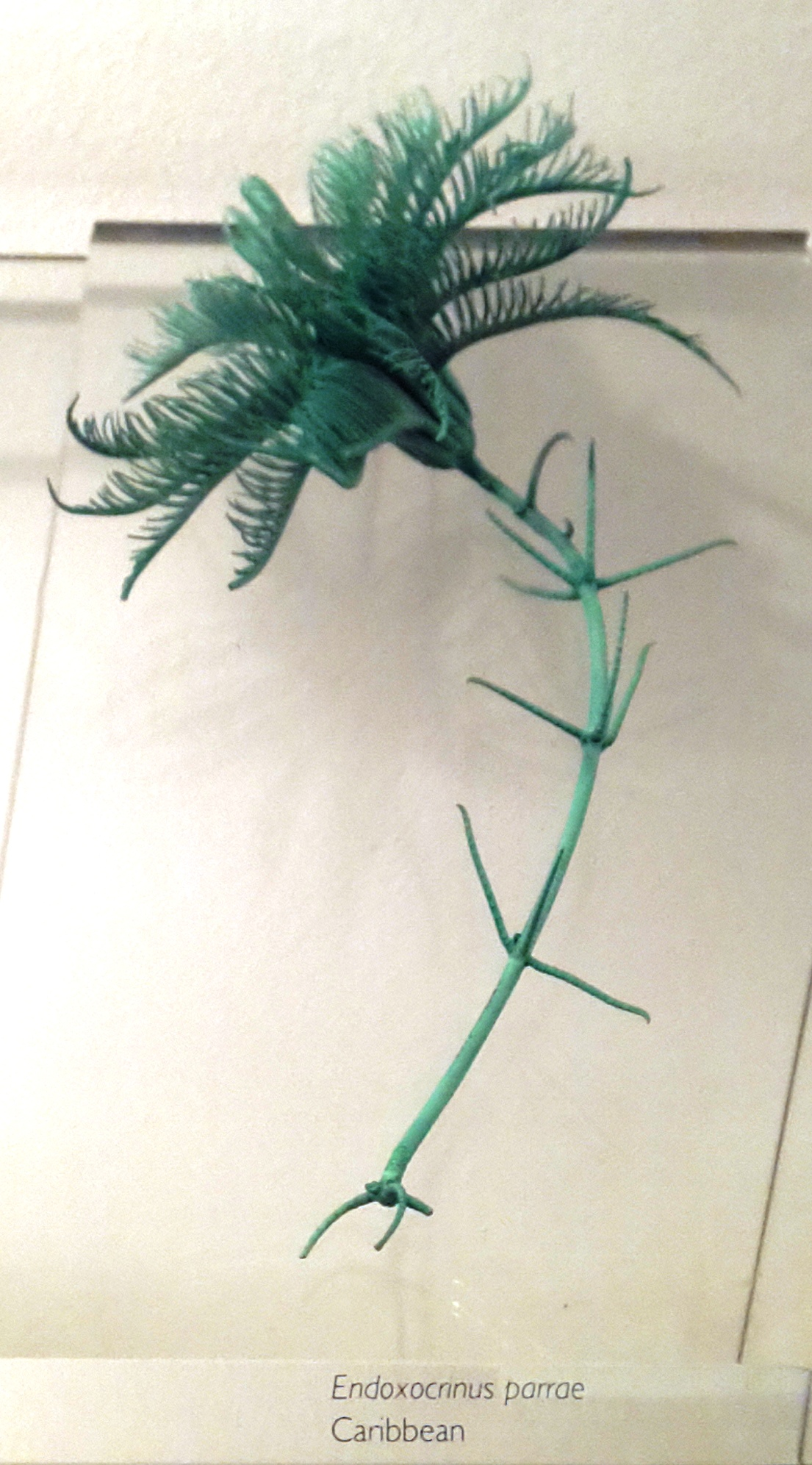
Endoxocrinus parrae
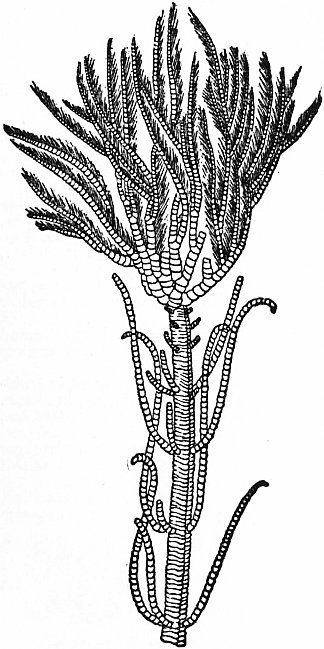
Isocrinus asteria